# Diego Arboleda Ospina
Diego Alejandro Arboleda Ospina (Girardota, 16 de agosto de 1996) es un ciclista de BMX colombiano. Ganó la medalla de bronce en la Copa del Mundo de Carreras BMX de 2023.

## Biografía
Nació en Girardota Su hermano Juan Pablo también fue ciclista internacional antes de formarse en medicina.

## Trayectoria
Tuvo que someterse a una cirugía de cadera y fémur tras sufrir de una caída durante un entrenamiento en 2018 y abandonó la pista de carreras en los Juegos Panamericanos de 2019 en Lima, Perú, en camilla luego de una grave caída.  Sin embargo, volvió a competir y en 2021 regresó a Lima y ganó el Campeonato Panamericano de BMX. 
En mayo de 2022 se convirtió en el primer colombiano en liderar el ranking mundial de la categoría de BMX.  Ganó la carrera inaugural de la Copa del Mundo de Carreras BMX UCI 2022 el 28 de mayo de 2022 en Glasgow, Escocia.  Fue medallista de plata en los Juegos Suramericanos 2022 en Asunción, Paraguay. 
Ganó la medalla de bronce en la Copa del Mundo de Carreras BMX de 2023. En 2024 participó en los Juegos Olímpicos de París 2024 de la modalidad, ciclismo BMX de carrera donde finalizó en el puesto 12.